# Província de Barletta-Andria-Trani
La província de Barletta-Andria-Trani és una província que forma part de la regió de la Pulla a Itàlia. Va ser instituïda l'any 2004 i va entrar en funcions el 2009. Les seves capitals són les ciutats de Barletta, Andria i Trani.
La província limita al nord-oest amb la província de Foggia, al nord-est amb el mar Adriàtic, a l'est amb la ciutat metropolitana de Bari i al sud amb la província de Potenza (Basilicata).
Té una àrea de 1.542.95 km², i una població total de 392.969 hab. (2016). Hi ha 10 municipis a la província.